# 파라독스 (영화)
《파라독스》(중국어: 殺破狼·貪狼)는 2017년 8월 개봉한 중국, 홍콩의 액션, 범죄 영화이다. 엽위신이 감독을 양례언, 탁염겸이 각본을 맡았다. 2017년 8월 17일 중국에서 상영되었다.

## 줄거리
홍콩 경찰 리는 실종된 딸 윙지를 찾아 태국으로 향한다. 태국 계 중국인 경찰 초이 킷은 리가 수사에 참여할 수 있도록 도와준다. 그리고 누군가 납치된 윙지의 모습이 포착된 짧은 영상을 경찰청 홈페이지에 실수로 올렸다 삭제하는 일이 발생하고, 초이 킷과 그의 동료 형사 탁은 영상을 올린 사람을 찾아내는 데 성공하지만, 미처 손쓸 틈도 없이 증거는 사라지고 만다. 두 사람은 끈질기게 범인을 추적하며 진실에 한 발짝 다가서지만 생각보다 훨씬 복잡한 이 사건의 배후는 결코 호락호락한 상대가 아니다.
얼핏 보면 <테이큰>과 줄거리가 비슷해 보이지만, 예상치 못한 전혀 다른 결말로 관객을 몰아간다는 점에서 <테이큰>과는 분명 차이가 있다. 정통 액션 스릴러물로 정교한 짜임새가 돋보이는 액션 장면을 감상하다 보면, <테이큰>만큼 혹은 그 이상의 만족감을 줄 것이다.

## 출연진
- 고천락 - 리청지 역
- 오월 - 초이 킷 역
- 토니 자 - 탁 역
- 임가동 - 청 혼 쇼우 역
- 한나 찬 - 윙지 역
- 노혜광 - 반 역
- 채결 - 시우 역